# Antonio Lotti
Antonio Lotti, född 5 januari 1667, död 5 januari 1740, var en italiensk tonsättare.
Lotti skrev redan i 16-årsåldern sin första opera som studerande för Giovanni Legrenzi. Han inträdde 1687 i Markuskyrkan i Venedigs sångkör, blev senare organist där och 1736 kyrkans kapellmästare. Lotti är den venetianska skolans främsta musiker, skrev ett stort antal operor men framträdde främst genom sina kyrkliga kompositioner (mässor, motetter, Miserere med mera). Han skrev även flera madrigaler, däribland Duetti, terzetti e madrigale (1702).

## Media
|  |
|  |